# Рукопис, знайдений в Аккрі
«Рукопис, знайдений в Аккрі» (порт. Manuscrito Encontrado em Accra) — історичний роман бразильського письменника Пауло Коельйо; написаний 2012 року.
Українською мовою перекладений і опублікований 2013 року видавництвом Книжковий клуб «Клуб сімейного дозвілля». Український переклад входить до числа 15 перших світових перекладів і вийшов швидше ніж переклад російською мовою.

## Опис книги
| Сюжет нової книги Коельйо «Рукопис, знайдений в Аккрі», розгортається 1099 року у Єрусалимі. Місто готується до вторгнення хрестоносців, грек, відомий як Копта, скликає збори з юнаків і старих дідів, з чоловіків і жінок міста. Великий гурт людей, куди входять християни, юдеї й мусульмани, збирається на майдані, думаючи, що почує настанови, як приготуватися до битви, але Копта хоче говорити з ними зовсім не про це. Усе свідчить про те, що поразка близька й неминуча, але грек хоче тільки заохотити людей шукати мудрість, яка існує в їхньому повсякденному житті, що навчає їх уникати викликів і труднощів. Справжнє знання, слід шукати у живому коханні, у пережитих утратах, у хвилинах кризи та слави, і у щоденному співжитті з неминучістю смерті. |

### Відео
- Буктрейлер на нову книгу Пауло Коельйо. — Процитовано 23 січня 2013

## Представлення
В Україні книгу було представлено 22 січня 2013 року у Києві у книгарні «Є». Під час представлення обговорювався «феномен Коельйо», представляли Сергій Жадан, що виступив у ролі «прокурора», Лариса Денисенко — «адвокат», «свідком» був перекладач книги Віктор Шовкун.

## Видання
- 2013 рік — видавництво «Книжковий клуб «Клуб сімейного дозвілля» (наклад 25 000[3]).